# Till offer åt Molok
Till offer åt Molok är en svensk kriminalroman från 2012, författad av Åsa Larsson.